# Cambarus georgiae
Cambarus georgiae är en kräftdjursart som beskrevs av Hobbs 1981. Cambarus georgiae ingår i släktet Cambarus och familjen Cambaridae. IUCN kategoriserar arten globalt som livskraftig. Inga underarter finns listade i Catalogue of Life.